# محمد فضل الله
السيد محمد عبد المهدي فضل الله الحسني العاملي العيناثي، عالم دين شيعي وشاعر من بلدة عيناثا في جبل عامل، والدته أخت السيد محمد حسين فضل الله، متزوج وله ولدان.

## نسبه
هو السيد محمد ابن السيد عبد المهدي ابن السيد صدر الدين ابن السيد محمد أمين ابن السيد محيي ابن السيد نصر الله ابن محمد بن فضل الله (وبه عرفت الأسرة وإليه نسبت) ابن محمد بن محمد بن يوسف بن بدر الدين بن علي بن محمد بن جعفر بن يوسف بن محمد بن الحسن بن عيسى بن فاضل بن يحيى بن حوبان بن الحسن بن ذياب بن عبد الله بن محمد بن يحيى بن محمد بن داود بن ادريس بن داوود بن أحمد بن عبد الله بن موسى بن عبد الله بن الحسن المثنى ابن الإمام الحسن ابن الإمام علي بن أبي طالب.

## ولادته
ولد محمد في بلدة عيناثا في 5 آب 1968

## النشأة والدراسة
- ترب محمد في كنف عائلة مؤمنة ملتزمة غنية بالعلماء والمفكرين والأدباء فعمه السيد عبد المحسن فضل الله وأمه هي ابنة السيد عبد الرؤوف فضل الله وجده السيد صدر الدين فضل الله وغيرهم من العلماء المشهورين في جبل عامل.
- تلقى دروسه الابتدائية والمتوسطة والثانوية في الثانوية العاملية في بيروت
- لم يكمل دراسته الجامعية حيث انصرف للدراسة الحوزوية في قم المقدسة منذ 21 كانون الأول 1988

## وفاته
توفي في 28 آب 1991، خلال سفره إلى مدينة مشهد في إيران مع والدته جراء تدهور الحافلة التي كانت تقلهم لزيارة مرقد الإمام الرضا. ودفن في مقبرة الرادوف في محلة الرويس في الضاحية الجنوبية لمدينة بيروت.

قبر السيد محمد فضل الله في جبانة الرادوف في الضاحية الجنوبية لمدينة بيروت

## مؤلفاته
- منظومة في الأصول اللفظية تتجاوز الستمائة بيت
- كتابات وتعليقات مطولة في النحو على ألفية ابن مالك أهمها توحيد المنصوبات
- منظومة في المنطق تصل إلى حوالي ألف ومئة بيت من الشعر على نسق ألفية ابن مالك، وشرحها مناقشاً بعض القواعد التقليدية التي وضعها العلامة المظفر في كتابه المنطق.
- مجموعة روايات لم نتشر بعد
- توحيد المنصوبات (لم يعثر عليه بسبب عدوان تموز 2006)
- شرح رسالة المنطق (مطبوع)
- ديوان شعر اسمه أوهام السلوان وطوارق الحدثان